# Бордюг Олександр Васильович
Олекса́ндр Васи́льович Бордюг — майор Збройних сил України, 95-та окрема десантно-штурмова бригада, Житомир, учасник російсько-української війни.

## З життєпису
Брав участь у боях за Слов'янськ і в «Рейді», боях за Дебальцеве, Горлівку та Авдіївку.

## Нагороди
8 вересня 2014 року — за особисту мужність і героїзм, виявлені у захисті державного суверенітету та територіальної цілісності України, вірність військовій присязі під час російсько-української війни, відзначений — нагороджений орденом Богдана Хмельницького III ступеня.
26 лютого 2015 року нагороджений орденом Богдана Хмельницького II ступеня.
26 березня 2022 року за особисту мужність і самовіддані дії, виявлені у захисті державного суверенітету та територіальної цілісності України, вірність військовій присязі нагороджений орденом Богдана Хмельницького I ступеня.
- орден «За мужність» III ступеня (2022) — за особисті заслуги у захисті державного суверенітету та територіальної цілісності України, мужність і самопожертву у волонтерській діяльності.